# أليكس شتاين
أليكس شتاين (بالعبرية: אלכס שטיין‏) هو محامي إسرائيلي، ولد في 27 أكتوبر 1957.

## وصلات خارجية
- الموقع الرسمي